# Those High Grey Walls
Those High Grey Walls is een Amerikaanse misdaadfilm uit 1939 onder regie van Charles Vidor. Destijds werd de film in Nederland uitgebracht onder de titel Een man wil duizenden.

## Verhaal
Een goedhartige plattelandsarts MacAuley moet naar de cel, omdat hij een kogel heeft weggenomen bij een voortvluchtige man. In de gevangenis moet hij werken in de jutefabriek. Zijn verzoek om te mogen werken op de ziekenboeg wordt geweigerd door de gevangenisarts Frank Norton. Wanneer een van MacAuley's medegevangenen een hartaanval krijgt, beweert Norton dat hij niets meer kan doen voor de man. Dankzij de hulp van MacAuley wordt de gevangene weer beter.

## Rolverdeling
| Acteur             | Personage           |
| ------------------ | ------------------- |
| Walter Connolly    | Dr. MacAuley        |
| Onslow Stevens     | Dr. Frank Norton    |
| Paul Fix           | Nightingale         |
| Bernard Nedell     | Redlands            |
| Iris Meredith      | Mary MacAuley       |
| Oscar O'Shea       | Gevangenisdirecteur |
| Nicholas Soussanin | Lindstrom           |
| Don Beddoe         | Jockey              |